# Анисин, Вячеслав Михайлович
Вячесла́в Миха́йлович Ани́син (род. 11 июля 1951, Москва) — советский хоккеист, заслуженный мастер спорта СССР (1973), участник легендарной суперсерии СССР — Канада 1972 года. Многократный чемпион мира, Европы и СССР.
Отец олимпийской чемпионки по фигурному катанию Марины Анисиной и хоккеиста Михаила Анисина.

## Биография
Выступал за московские клубы ЦСКА, «Спартак» и «Крылья Советов», а также за ленинградский СКА.
В чемпионатах СССР забросил 176 шайб в 509 матчах. Лучший бомбардир чемпионата СССР 1973/1974. За сборную СССР забросил 30 шайб в 97 матчах.
В конце карьеры выступал в югославских и итальянских клубах.
В 1996 г. — тренер «Спартака» (Москва).
В 1996—1997 — главный тренер ХК «Спартак» (Москва).
В 1998—1999 — главный тренер «Витязя» (Подольск).
В 1999—2000 — главный тренер «Крыльев Советов» (Москва).
В 2002—2003 — тренер «Крыльев Советов» (Москва).
В 2003 — главный тренер «Крыльев Советов» (Москва).
В 2007 — главный тренер «Крыльев Советов» (Москва).
Награждён медалью «За трудовую доблесть» (1975).

## Достижения
- Чемпион мира — 1973, 1974, 1975
- Чемпион Европы — 1973, 1974, 1975
- Чемпион СССР — 1970, 1971, 1974, 1977, 1978, 1979, 1980 и 1981
- Обладатель Кубка СССР — 1974, 1977, 1979.
- Обладатель Кубка Европы — 1970, 1976, 1978, 1979, 1980.
- Чемпион Югославии 1989.
- Чемпион зимней Спартакиады народов РСФСР 1970.
- Чемпион Всемирной зимней Универсиады 1972.